# 大里貝拉 (佛得角)
大里貝拉是西非島國佛得角的城市，位於該國西北部聖安唐島北部，市內有港口、學校、教堂、郵政局和海灘，2005年人口2,950。